# Stazione di Nagad
La stazione di Nagad è la nuova ed unica stazione ferroviaria per i passeggeri della città di Gibuti, capitale dell'omonimo Stato.

## Panoramica
Situata nella periferia meridionale della città di Gibuti, vicino all'aeroporto internazionale di Gibuti-Ambouli, la stazione ferroviaria di Nagad costituisce il terminal passeggeri della nuova ferrovia Addis Abeba-Gibuti, che collega il paese con la capitale dell'Etiopia.

## Trasporto
La stazione ferroviaria di Nagad gestisce anche i treni merci: è infatti il principale scalo merci di Gibuti, insieme al porto di Doraleh. Solo i treni merci continuano verso nord (dalla stazione ferroviaria di Nagad fino al porto di Doraleh), con alimentazione diesel, mentre la sezione elettrificata della ferrovia a scartamento normale termina a Nagad.
La ferrovia e la stazione sono gestite dalla Société Djiboutienne De Chemin De Fer, l'operatore ferroviario nazionale, e sono state inaugurate il 10 gennaio 2017 con una cerimonia a cui ha partecipato il presidente di Gibuti Ismail Omar Guelleh e il primo ministro dell'Etiopia Haile Mariam Desalegn.